# 李小冬
李小冬（英語：Forrest Li Xiaodong，1977/1978年出生），新加坡资本家、原全国首富，出生于中国天津；競舞娛樂和蝦皮購物的创始人。他同时也是新加坡经济发展局董事会成员、香格里拉亚洲有限公司独立非执行董事、新加坡国立大学校董、斯坦福大学商学院顾问，以及新加坡全国奥委会执委会成员。

## 生平
李小冬出生于中国天津，父母是国营企业员工。他在获得上海交通大学工程学位和斯坦福商学研究生院工商管理硕士学位后移居新加坡。李小冬刚来到新加坡发展时身上并没有多少积蓄，欠了数十万元的学生贷款，只能与妻子在布莱德路三房式组屋租下一个房间住。
2009年，李小冬同叶刚和David Chen创办了冬海集团。
2015年，他推出了行动电商平台蝦皮購物。
2020年11月，李小冬在新加坡著名年度商业奖项“新加坡商业奖”颁奖礼上，获颁“年度杰出商人奖”。
2021年5月，李小冬受委担任新加坡全国奥委会执委会成员。
2021年8月，李小冬以198亿美元的净资产成为新加坡首富。

## 财富
2019年3月，在其消费互联网公司冬海集团股价上涨45%后，李小冬的身家增至超过10亿美元。他曾上过福布斯杂志亚洲版《福布斯亚洲》2020年8月的月刊封面。根据彭博亿万富翁指数，截至2021年8月，李小冬的净资产估计为198亿美元，使他成为新加坡首富。

## 个人生活
李小冬已婚，并在新加坡定居。李小冬是个足球迷。他是新加坡足球超级联赛獅城水手足球俱樂部的主席，该俱乐部于2020年被冬海集团收购。

## 轶事
李小冬之所以推出电商平台虾皮购物，是因为女儿告诉他自己“很想念中国的淘宝”。